# Baghdat Qarassajew
Baghdat Äbilmäschinuly Qarassajew (kasachisch Бағдат Әбілмәжінұлы Қарасаев, russisch Багдат Абильмажинович Карасаев Bagdat Abilmaschinowitsch Karassajew; * 12. Juni 1964 in Dserschinskoje, Oblast Taldy-Kurgan, Kasachische SSR) ist ein kasachischer Politiker.

## Leben
Qarassajew wurde 1964 im Dorf Dserschinskoje (heute: Toqschailau) im heutigen Audan Alaköl im Gebiet Schetissu geboren. Nach seinem Schulabschluss begann er ein Studium am Institut für Eisenbahnverkehrsingenieure in Alma-Ata, an dem er 1986 einen Abschluss als Eisenbahnverkehrsingenieur erwarb. Später erlangte er außerdem einen Abschluss in öffentlicher Verwaltung an der Staatlichen Rysqulow-Wirtschaftsuniversität.
Seine berufliche Laufbahn begann er nach dem Abschluss des Instituts für Eisenbahnverkehrsingenieure zunächst als Lehrer in seinem Heimatort Dserschinskoje. An der dortigen Berufsschule stieg er dann zum stellvertretenden Direktor und schließlich zum Schuldirektor auf. 2001 verließ Qarassajew den Bildungsbereich und arbeitete in den nächsten drei Jahren in leitenden Positionen bei verschiedenen landwirtschaftlichen Unternehmen im Audan Alaköl. Im Oktober 2004 bekleidete er zum ersten Mal ein politisches Amt, als er stellvertretender Äkim des Audan Alaköl wurde. Bereits im folgenden Monat wurde er Äkim des Audan Alaköl. Dies blieb er, bis er dieses Amt im Mai 2011 verlassen musste und stattdessen Leiter des Büros des Äkims des Gebietes Almaty wurde. Am 6. November 2015 wurde er Bürgermeister der Stadt Taldyqorghan. Im Mai 2018 wurde er durch Amandyq Batalow von diesem Posten entlassen und anschließend zu dessen Berater ernannt.
Seit dem 3. September 2018 ist der Äkim des Audan Ile.